# 蒂姆·德克勒
蒂姆·德克勒（Tim de Cler，1978年11月8日—），荷蘭足球運動員，司職後衛。

## 生平

### 球會

#### 阿積士
迪奇利是於荷蘭城市莱顿出生和長大。早年是在家鄉業餘球會打起。後來獲荷蘭班霸阿積士相中，結果與阿積士簽訂了學徒合約。
在阿積士，迪奇利起先司職左翼，及後改打左閘。他於1997-98年球季下旬開始於一隊上場，時為球會大勝威廉二世6-1的一場比賽。迪奇利在阿積士期間，贏得過兩屆荷甲聯賽冠軍和三屆荷蘭杯冠軍。

#### 阿克馬爾
2002年迪奇利不與阿積士續約，轉投了荷蘭小型球會阿克馬爾。五季間一直是球會的正選，為球會打上荷甲聯賽榜中游位置。2005年迪奇利更協助球會，打入歐洲足協杯四強。

#### 飛燕諾
2006年迪奇利已表明打算離開球會，結果於2007年轉投荷蘭班霸飛燕諾。就在加盟後第一個球季，迪奇利隨隊贏得了荷蘭盃。

#### AEK拉納卡
在效力了飛燕諾四季後，2011年迪奇利選擇征戰海外，但卻是遠赴塞浦路斯，加盟當地球會AEK拉納卡。就在打了兩個球季後，迪奇利退出了球員生涯。

### 國家隊
2005年迪奇利開始打入了國家隊，乃主教練雲巴士頓執教下國家隊常客。他於2006年世界杯隨國家隊出賽，在對阿根廷的一場比賽中出場。由於國家隊在十六強遭葡萄牙淘汰，迪奇利也就未能再有進一步表現的機會。

## 榮譽
- 荷蘭聯賽冠軍：1997、2002
- 荷蘭杯：1999、2002、2008